# Contrato Civil (Armenia)
Contrato Civil (en armenio: Քաղաքացիական պայմանագիր, K՛aghak՛aciakan paymanagir, ՔՊ, a menudo acortado como Քաղպայմանագիր, K՛aghpaymanagir) es un partido político armenio fundado el 24 de julio de 2013 como una ONG. Su junta directiva fue formada el 9 de diciembre de 2013. El 30 de mayo de 2015, pasó a ser un partido político. Contrato Civil participó en las elecciones parlamentarias de 2017 y en las elecciones al Consejo Cívico de Ereván como parte de la Alianza de Salida (Yelk). Después de la Revolución de Terciopelo Armenio de 2018 dirigida por Nikol Pashiniánn, la Alianza Mis Pasos ascendió al poder, y Contrato Civil se convirtió en parte de la coalición gobernante en la Asamblea Nacional.

## Historia

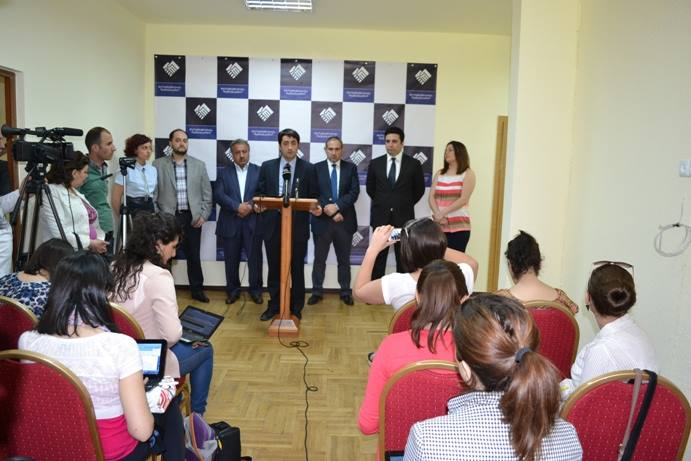
Conferencia de prensa realizada el 3 de julio de 2014

Contrato Civil se hizo conocer por primera vez el 23 de enero de 2013, cuando el entonces diputado Nikol Pashinián publicitó desde el bloque de oposición, el proyecto de establecer un proceso político en el periódico Haykakan Zhamanak (Los Tiempos de Armenia). Durante varios meses después, el teto del contrato fue ampliamente discutido en los foros políticos armenios. Una versión actualizada del contrato fue publicada y Contrato Civil, una nueva unión política, fue anunciada el 24 de julio de ese año. La unión anunció que antes de que su primera conferencia, el texto del contrato se enmendaría, se creará una hoja de ruta, y esta última se iba a clarificar y detallar.

## Junta directiva

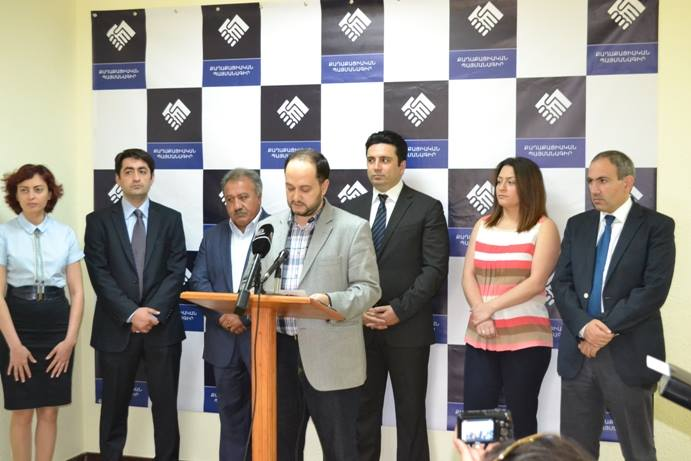
Junta directiva del partido en 2014

La junta directiva del partido fue establecida de manera oficial el 9 de diciembre de 2013, en una conferencia de prensa en el Hotel Ani Plaza. La junta, quién toma las decisiones mediante consensos, no posee un presidente o director. La junta se estableció para organizar la primera conferencia del partido, en la que se nombraría una nueva junta directiva, y se tomarían decisiones organizativas y legales.
Los miembros de la junta directiva son:
- Arsen Kharatyan, especialista en estudios árabes
- Arayik Harutyunyan, especialista en estudios árabes con un doctorado en historia, académico de la Universidad Estatal de Ereván, y ex primer ministro de Nagorno-Karabaj (2017-2018).
- Marine Manucharyan, teóloga y directora de ONG
- Sasun Mikayelyan, comandante militar del destacamento de Sasun, miembro de Yerkrapah[2] y exdiputado.
- Lena Nazaryan, periodista y actual diputada
- Alen Simonyan, abogado, editor jefe del Grupo de Medios Ararat, actual diputado, actual presidente de la Asamblea Nacional y ex Presidente interino
- Nikol Pashinián, experiodista, exdiputado y actual Primer Ministro de Armenia.

## Finanzas
El Fondo de Devoluciones de Contrato Civil fue establecido para garantizar que los fondos del partido cumplan con la ley armenia, y sus actividades son organizadas democráticamente. Los fondos donados al partido son almacenados en la cuenta y bóveda del Fondo de Devoluciones. La contabilidad será manejará bajo la supervisión de una junta de fideicomisos, el cual es independiente de la junta directiva y controla los gastos del Fondo. Según el contrato del partido, "los ciudadanos que hallan donado dinero o bienes a Contrato Civil, tendrán el derecho de solicitar información sobre los gastos, y sus demandas se cumplirán en un plazo de tres días"

## Junta de fideicomisos
El 22 de febrero de 2014, se anunció la creación de una junta de fideicomisos. Haykak Arshamyan fue elegido presidente de la junta, y Hakob Simidyan fue nombrado director del fondo. Los integrantes del fondo son:
- Lara Aharonian, cofundadora y director del Centro de Derechos de la Mujer en Ereván.
- Haykak Arshamyan, doctor en Historia
- Levon Bagramyan, economista y politólogo, Washington D. C.
- Arthur Ispiryan, músico
- Levon Hovsepyan, economista
- Ara Shirinyan, director
- Maro Matossian, directora el Centro de Apoyo de la Mujer
- Edgar Manukyan, doctor en economía, Toronto, Canadá
- Sargis Kloyan, empresario

## Financiación

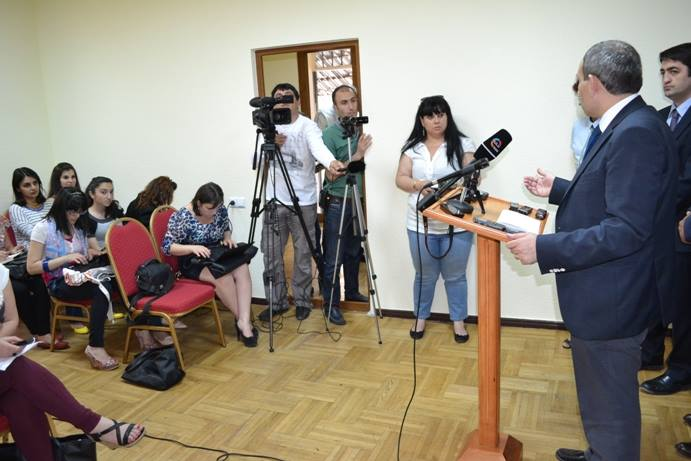
Conferencia de prensa realizada el 3 de julio de 2014

El 26 de abril de 2014, la junta directiva de Contrato Civil publicó ''Financiando políticas y Contrato Civil'', un artículo que aborda los temas de transparencia fiscal, financiamiento público y la vida política en Armenia:

El financiamiento de la política es uno de los nudos esenciales de la historia de la Tercera República. ¿Cómo se financia la actividad político-pública en Armenia? Es una pregunta cuya respuesta correcta aun se desconoce. Uno puede suponer y plantear hipótesis, pero la sociedad no tiene una respuesta confiable y verificable hacia la duda (...) La respuesta más popular es que "somos financiados por miles de nuestros partidarios". Esta es una respuesta que da paso a nuevas preguntas: ¿A quién y cómo dan el dinero los partidarios? ¿Quién lo recibe y bajo qué condiciones? ¿Cómo saben los demás si su retenedor ha donado demasiado, más o menos dinero? (...).Desde la primera etapa de los debates sobre el establecimiento de un ''contrato civil'' de unión político-pública, los temas sobre la financiación de las actividades del contrato han sido objeto de acalorados debates. ¿Cómo se financiará el contrato?¿Quién lo financiará? Las respuestas hacia estas dudas fueron prioritarias para nosotros. Y si tenemos una ambición seria de lograr cambios fundamentales dentro de las relaciones político-públicas, debemos de trabajar con los mecanismos de financiamiento tradicionales de la actividad política armenia. Hemos formulado el problema de la siguiente manera: si necesitamos 1000 drams, no necesitamos encontrar a una persona que nos dé ese dinero, sino que necesitamos encontrar a 1000 personas, de las cuales cada uno donará 1 dram.

## Revolución de Terciopelo
El 31 de marzo de 2018, el líder de Contrato Civil Nikol Pashinián y sus seguidores, realizaron una marcha de 200 kilómetros desde Guiumri (la segunda ciudad más grade de Armenia) hacia Ereván, para disuadir al Primer ministro Serzh Sargsián de retener su poder más allá de los límites establecidos. El 17 de abril, Pashinián anunció el inicio de una "revolución de terciopelo" nacional y no violenta hacia los miles de seguidores reunidos en las cercanías de la Asamblea Nacional. El 22 de abril, varios horas después de una breve reunión son Sagsián, Pashinián fue arrestado junto con otros 250 manifestantes. Después de huelgas masivas y calles bloqueadas por más de 300 000 manifestantes (incluyendo soldados y miembros de Contrato Civil), Sargsián renunció a su cargo el 23 de abril. En su dimisión declaró: "Nikol Pashinyan estaba en lo cierto. Yo estaba equivocado. El movimiento de la calle está en contra de mi cargo. Estoy cumpliendo sus demandas". Según el periodista para Al Jazeera,  Robin Forestier-Walker dijo que "miles de personas están en las calles, aplaudiendo y abrazándose unos con otros, saltando arriba y abajo, y tocando las bocinas (...) las cosas sucedieron tan rápido, no creo que la multitud esperaba esto, pero era exactamente lo que ellos buscaban".

## Historial electoral

### Elecciones parlamentarias
| Elección | Alianza           | Votos   | %     | Escaños | +/-         | Posición | Gobierno              |
| -------- | ----------------- | ------- | ----- | ------- | ----------- | -------- | --------------------- |
| 2017     | Alianza de Salida | 122 049 | 7,78  | 9/105   | Sin cambios | 3°       | Oposición (2017-2018) |
| 2017     | Alianza de Salida | 122 049 | 7,78  | 9/105   | Sin cambios | 3°       | Gobierno (2018)       |
| 2018     | Alianza Mis Pasos | 884 456 | 70,43 | 88/132  | 88          | 1°       | Gobierno              |
| 2021     | Independiente     | 688 761 | 53,95 | 71/107  | 17          | 1°       | Gobierno              |

### Elecciones locales

#### Elecciones al Consejo Cívico de Ereván
| Elección | Alianza           | Candidato a alcalde | Votos   | %     | Escaños en el Ayuntamiento | +/–         | Posición |
| -------- | ----------------- | ------------------- | ------- | ----- | -------------------------- | ----------- | -------- |
| 2017     | Alianza de Salida | Nikol Pashinián     | 70 730  | 21    | 14/65                      | Sin cambios | 2.º      |
| 2018     | Alianza Mis Pasos | Hayk Marutyan       | 294 092 | 81.06 | 57/65                      | 57          | 1.º      |